# Fuscoptilia
Fuscoptilia is een geslacht van vlinders van de familie vedermotten (Pterophoridae).

## Soorten
- F. emarginata Snellen, 1884
- F. hoenei Arenberger, 1999
- F. jarosi Arenberger, 1991